# Sandra/Tempo ne avrai
Sandra/Tempo ne avrai è il terzo singolo di Zucchero Fornaciari, estratto dall'album d'esordio Un po' di Zucchero e pubblicato dall'etichetta discografica Polydor nel 1983.

## Tracce
Testi di Adelmo Fornaciari e Luigi Albertelli, musiche di Adelmo Fornaciari.
- COD: Polydor 813019-7

1. Sandra – 2:40
2. Tempo ne avrai – 3:56

Durata totale: 6:36